# Marcos Leonardo
Marcos Leonardo Santos Almeida (ur. 2 maja 2003 w Itapetindze) – brazylijski piłkarz, występujący na pozycji napastnika w saudyjskim klubie Al-Hilal. Młodzieżowy reprezentant Brazylii.

## Kariera[1][2]
| Klub      | Miasto | Debiut                                  | Sukcesy | Mecze w międzynarodowych pucharach | Liga                          |
| --------- | ------ | --------------------------------------- | ------- | --- | ----------------------------- |
| Santos FC | Santos | 4 listopada 2020 Ceará SC 1:0 Santos FC | –       | Santos FC 0:0 Olimpia Asunción Santos FC 2:1 Defensa y Justicia Santos FC 4:1 Grêmio Porto Alegre Santos FC 2:1 Deportivo Lara Deportivo Lara 1:1 Santos FC CA San Lorenzo de Almagro 1:3 Santos FC Santos FC 2:2 CA San Lorenzo de Almagro Santos FC 0:2 Barcelona SC Boca Juniors 2:0 Santos FC 5:0 The Strongest La Paz 2:1 Santos FC Barcelona SC 3:1 Santos FC CA Independiente 1:1 Santos FC Club Libertad Asunción 1:0 Santos FC CD Universidad Católica 0:1 Santos FC 1:0 Unión La Calera Santos FC 1:1 CA Banfield Santos FC 1:1 (k.2:4) Deportivo Táchira Blooming Santa Cruz 0:1 Santos FC 0:0 Audax Italiano | Campeonato Brasileiro Série A |

## Statystyki reprezentacyjne[3]
(aktualne na dzień 2 maja 2023)
Zawodnik nie rozegrał żadnego meczu w seniorskiej reprezentacji.

## Sukcesy[4]

### Klubowe
brak większych sukcesów

### Reprezentacyjne
brak większych sukcesów